# Polityka
«Polityka» — популярный польский общественно-политический еженедельный журнал, издающийся с 1957 года.

## История
2 января 1957 года Секретариат ЦК ПОРП принял решения издавать общественно-политический еженедельник. 1 февраля 1957 года было создано издательство «Polityka», главным редактором которого был назначен Стефан Жулкевский. Редакция издательства располагалась на одиннадцатом этаже Дворца культуры и науки в Варшаве. Вместе с газетой «Trybuna Ludu» журнал стал официальным печатным органом ПОРП. В редакции также работали Ежи Путрамент, Анджей Верблян, Мечислав Раковский и Адам Шафф. В течение первых лет журнал не пользовался популярностью. Выходило не более 18 тысяч экземпляров. 17 мая 1958 года новым главным редактором был назначен Мечислав Раковский, который находился на этой должности до 1981 года. В течение последующих лет изменился состав редакционной коллегии, в которую вошли известные польские публицисты. В апреле 1959 года журнал стал издавать приложение ежемесячник «Świat i Polska». До 1970 года редакция журнала находилась на Иерусалимских аллеях в здании, на месте которого позднее была построена гостиница «Forum».
В 1961 году журнал напечатал дневники Адольфа Эйхмана.
По инициативе Мариана Турского в 1959 году журнал учредил ежегодную «Историческую премию» за лучшую историческую книгу года. С 1992 года присуждает премию «Paszporty Polityki» выдающимся деятелям культуры.
В 1990 году журнал вышел из состава издательского концерна «RSW Prasa-Książka-Ruch». И с этого времени издаётся самостоятельной издательской организацией «Polityka — Spółdzielnia Pracy». В 1995 году журнал изменил свой формат и стал иллюстрированным еженедельником. По состоянию на 2011 год журнал выходил тиражом около 190 тысяч экземпляров.
С журналом сотрудничали видные польские публицисты, писатели, учёные и известные люди, в частности: Владислав Броневский, Михал Витковский, Яцек Дехнель, Кшиштоф Занусси, Рышард Капущинский, Ханна Кралль, Леон Кручковский, Оскар Ланге, Ежи Пильх, Ежи Путрамент, Кшиштоф Теодор Тёплиц, Станислав Тым, Ежи Урбан, Адам Шафф.

## Главные редакторы
- Стефан Жулкевский (1957—1958);
- Ян Бияк (1958—1982);
- Мечислав Раковский (1982—1994);
- Ежи Бачинский (с 1994).